# تام باروز (بازیکن فوتبال)
تام باروز (انگلیسی: Tom Burrows؛ زادهٔ ۱۸۸۶) بازیکن فوتبال اهل بریتانیا است.
از باشگاه‌هایی که در آن بازی کرده‌است می‌توان به باشگاه فوتبال مرثر تاون و باشگاه فوتبال ساوت‌همپتون اشاره کرد.